# Tuy Phong
Tuy Phong là một xã thuộc tỉnh Lâm Đồng, Việt Nam.

## Lịch sử
Ngày 16 tháng 6 năm 2025, Ủy ban Thường vụ Quốc hội ban hành Nghị quyết số 1671/NQ-UBTVQH15 về việc sắp xếp các đơn vị hành chính cấp xã của tỉnh Khánh Hòa năm 2025 (có hiệu lực từ ngày 16 tháng 6 năm 2025). Theo đó, hợp nhất xã Phan Dũng và một phần của xã Phong Phú thành xã Tuy Phong.

## Địa lý
Xã Tuy Phong có vị trí địa lý:
- Phía Bắc giáp với xã Tà Năng và tỉnh Khánh Hòa
- Phía Nam giáp các xã Bắc Bình và Phan Rí Cửa
- Phía Đông giáp các xã Vĩnh Hảo và Liên Hương
- Phía Tây giáp với các Phan Sơn và Hải Ninh

Xã có diện tích 444,10 km², dân số năm 2025 là 9.510 người, mật độ dân số đạt 21 người/km².
1. ↑  "Toàn văn Nghị quyết số 1671/NQ-UBTVQH15 sắp xếp các ĐVHC cấp xã của tỉnh Lâm Đồng năm 2025". Báo Điện tử Chính Phủ. ngày 16 tháng 6 năm 2025.